# アサシン クリード ミラージュ
『アサシン クリード ミラージュ』（英: Assassin's Creed Mirage）とは、ユービーアイソフト・ボルドーが開発し、ユービーアイソフトより2023年に発売されたアクションアドベンチャーゲームである。
アサシン クリードシリーズの第13作にあたり、2020年の『アサシン クリード ヴァルハラ』の続編に位置づけられる。
続編となる『アサシン クリード シャドウズ』は、暗殺ではなく再びRPG要素を取り入れた作品として、日本の戦国時代を舞台に2025年3月に発売された。

## 概要
PlayStation 4、PlayStation 5、Xbox One、Xbox Series X/S向けに2023年10月5日に発売された。発売直後にはにEpic Games Store、Ubisoft StoreでWindows版が配信開始された。その後、iPhone 15 Pro以降の機種向けにiOS版が2024年6月6日に、Steam版が2024年10月18日に配信開始された。

### ストーリー
舞台は、9世紀イスラム黄金時代のバグダッドであり、特にサーマッラーの無政府状態の時代を背景としている。シリーズ第1作目の『アサシン クリード』へのオマージュを込めた作品とされる。
本作の主人公は、前作の主人公の師匠バシム・イブン・イスハークであり、彼は「街の盗賊」から「隠れし者」に加わり、平和と自由のために秘密結社と戦うことになる。中盤からさまざまな活動を通じて、宿命に向き合っていき、自らの神秘的な過去を解き明かそうとする内心の葛藤に焦点を当てている。
なお、本作には歴代シリーズにあった「現代パート」のような要素は存在しない。当初は前作の拡張コンテンツとして構想されたが、内容が大きくなり過ぎたため、単独のゲームとして再開発された。
発売後、批評家からは概ね好意的な評価を受けた。特に精緻に描かれた世界観、暗殺重視のゲームプレイ、原点回帰でありながら現代性を取り入れた美術は高く評価された。一方、キャラクターや物語が前作との連携は密接し過ぎているため、オリジナルの作品としては完成していないという批判も一部で見られた。

### 暗殺と戦闘能力
本作では前作『ヴァルハラ』の設定を厳格に従い、主人公は師匠バシム・イブン・イスハークに固定されている。そのため、過去作にあった「主人公の性別選択」は廃止され、唯一の男性主人公を操作することになる。
バシムは袖刃、毒矢、投げナイフ、煙幕といった暗殺に特化した道具を駆使できる。これらの道具は全て、スキルツリーを通じて効果を強化することが可能である。
本作では新技能「アサシンフォーカス」が導入された。この能力はステルス暗殺を行うことでチャージされ、発動すると時間が停止し、最大5体の敵をマークできる。その後、バシムが素早く連続して自動的に敵を排除する。「イーグルビジョン」に加え、相棒のワシ「エンキドゥ」（メソポタミア神話の登場人物に由来）を用いた偵察が可能である。ただし、敵の射手はエンキドゥを狙撃してくるため、まず射手を排除する必要がある。
開発のコンセプトは「シリーズの原点回帰」であり、近年の作品で重視されてきたRPG的な要素（猛攻の格闘、長期戦、集団戦など）を大幅に減らし、暗殺・一撃必殺・一撃離脱といった小規模戦闘を中心としている。暗殺には、『アサシン クリード ユニティ』や『アサシン クリード シンジケート』で採用された「ブラックボックス」システムを導入しており、プレイヤーはターゲットに到達し排除するための多様な方法を環境から見出す必要がある。

### 舞台
主要な舞台は砂漠地帯に位置し、水源と緑洲のみやことして知られるバグダッド市である。ゲーム内ではオープンワールドとして、円形都城、カルフ、アッバシヤ（知恵の館を含む）、ハルビヤの4つの地区に分かれている。バグダッドの都市規模は、近年のシリーズ作品に比べてやや小さく、『ユニティ』のパリや『リベレーション』のコンスタンティノープルに近いサイズである。
プレイヤーはシンクロポイントを発見することで、市内の重要地点を明らかにすることが出来る。バグダッド市内にはポールが各所に設置されており、これを利用して広い隙間を飛び越えることができる。また、移動や走行のアニメーションが改良され、機動性と流動性が向上した。
この他、アンバールやジャルジャラヤなど市郊外の小規模な町も登場する。隠れし者の拠点である要塞アラムートも複数のミッションで登場するが、ストーリーライン外では立ち入ることは出来ない。開発チームは「サムライ、ニンジャ、そして一部はジェダイからもインスピレーションを得た」と述べている。

## 登場人物
バシム・イブン・イスハーク
日本語版声優 - KENN
本作の主人公。バグダッドに住む孤児の一人で泥棒で生計を立てている。
北欧のイスの一人であるロキの転生体だがそれに気付くのは終盤に入ってからになる。